# جو بالما
جو بالما (بالإنجليزية: Joe Palma)‏ هو ممثل أمريكي، ولد في 17 مارس 1905 بنيويورك في الولايات المتحدة، وتوفي في 14 أغسطس 1994 في الولايات المتحدة.

## وصلات خارجية
- جو بالما على موقع IMDb (الإنجليزية)
- جو بالما على موقع قاعدة بيانات الفيلم (الإنجليزية)